# Altes Rathaus (Timișoara)

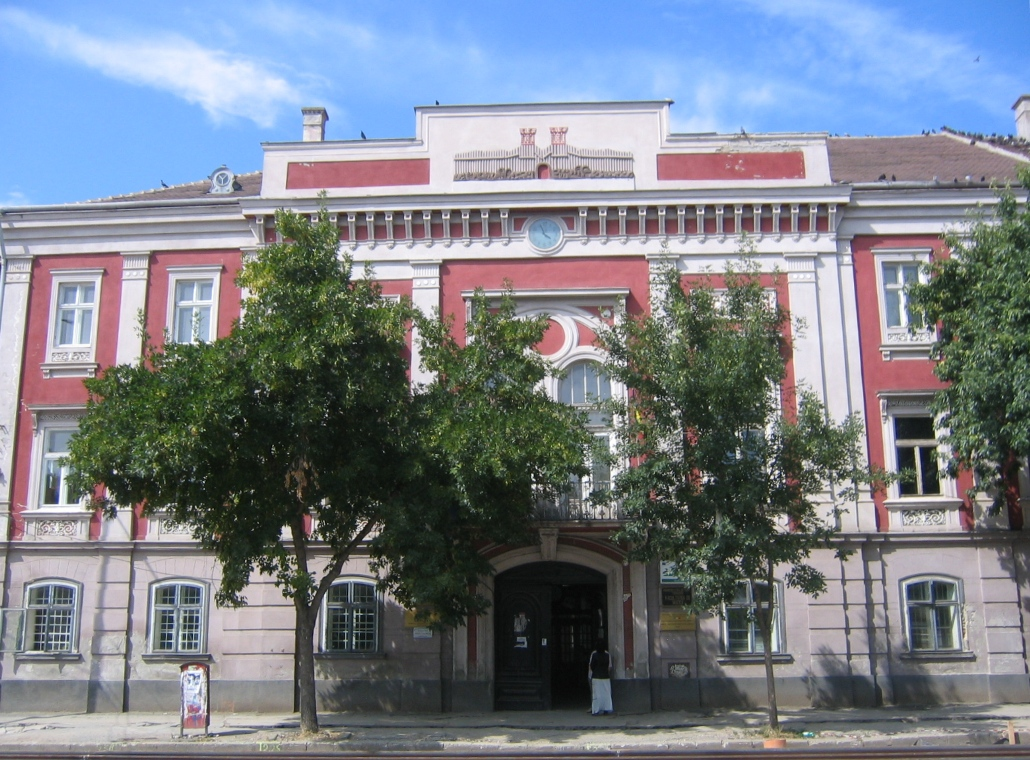
Das Alte Rathaus am Piața Libertății (Timișoara), 2008

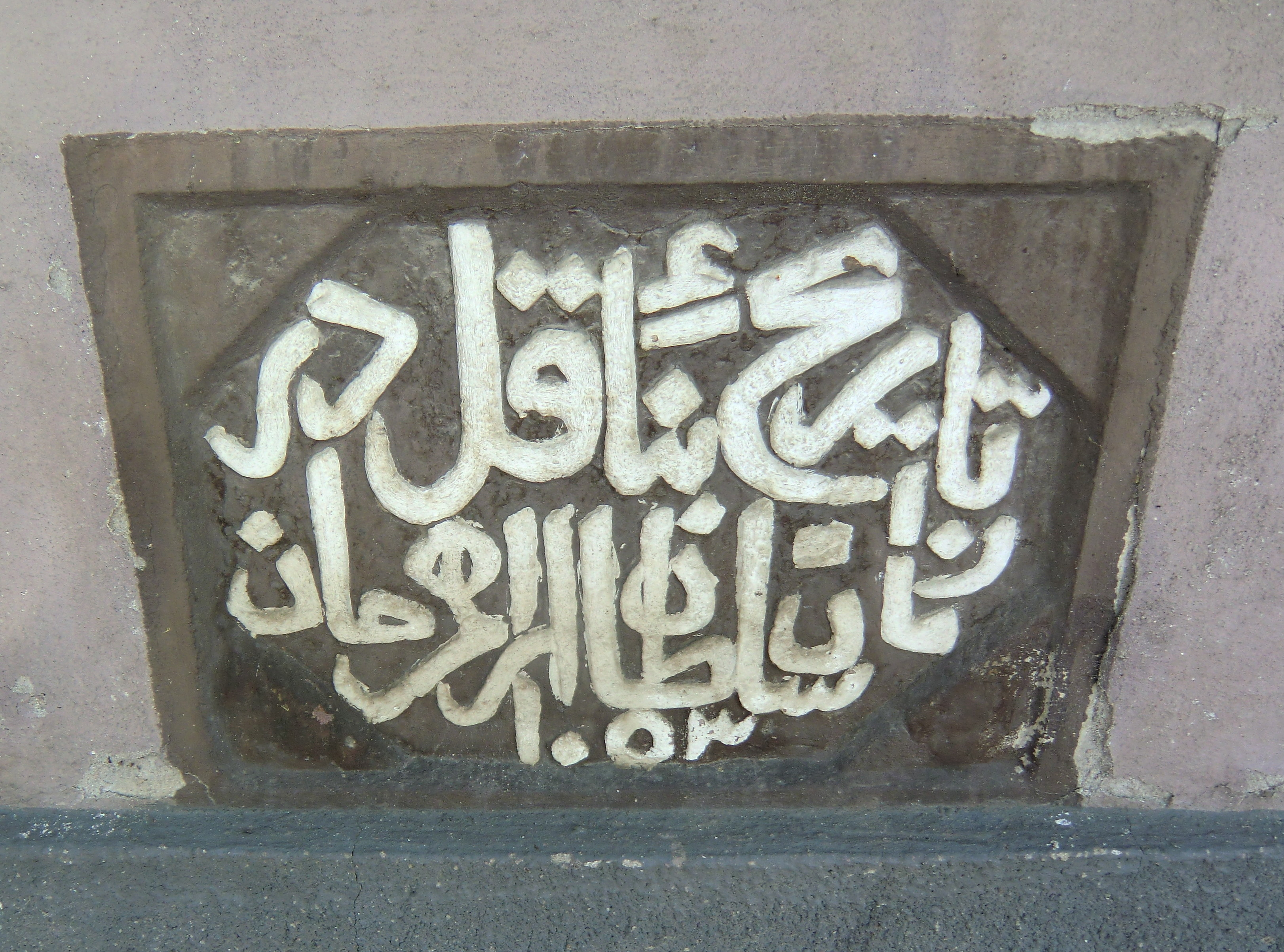
Türkische Inschrift auf der Hausfront vom Alten Rathaus, 2010

Das Alte Rathaus (rumänisch Primăria Veche) ist ein denkmalgeschütztes historisches Gebäude am Piața Libertății in der westrumänischen Stadt Timișoara.

## Beschreibung
Das Gebäude hat drei Ebenen, bestehend aus einem Hochparterre und zwei Obergeschossen. Oberhalb des monumentalen Eingangtors befinden sich ein Balkon und vier Bogenfenster auf jeder der beiden Oberetagen. Die Stirnfläche des Gebäudes besteht unter anderem aus vier vertikal angeordneten und durch Stützsäulen abgegrenzten Kassetten, die je zwei Fenster der oberen Etagen umrahmen. Die Fassade beinhaltet Stilelemente des Barock und der Renaissance und zeigt neben dem alten Stadtwappen auch das alte Siegel der deutschen Gemeinde, mit zwei Türmen der stark befestigten Wehranlage des damaligen Temeswars. 
Auf der rechten Seite des Eingangsbereiches befindet sich eine türkische Inschrift aus dem 17. Jahrhundert. Die Inschrift, die in die Mauer des Rathauses übernommen wurde, handelt vom Bau eines Turmes, wurde aber fälschlicherweise ins Rumänische wie folgt übersetzt: Die Errichtung dieses Bades fällt in die schreckliche Zeit unter Ibrahim Ehan, Heds 1053.

## Geschichte
Nach der Eroberung des damaligen Temeswars durch die Habsburger erhielten deutschen Kolonisten das Recht zur Niederlassung innerhalb der Festung, wo sie ein eigenes Rathaus beanspruchten. Am 24. Dezember 1731 legte der damalige Bürgermeister Peter Solderer den Grundstein auf den Grundmauern des im Türkenkrieg beschädigten türkischen Bades von Sultan Ibrahim.  Bis 1734 wurde dann das Alte Rathaus (damals das „Neue Rathaus“ oder auch „Deutsches Rathaus“) nach Ideen des italienischen Architekten Pietro del Bronzo  errichtet. 
Das Gebäude wurde seither einige Male baulich verändert.
Am 15. Februar 1735 wurde zum ersten Mal in dem Rathaus der Bürgermeister gewählt; die Wahl fiel erneut auf Peter Solderer, der dieses Amt mit kurzen Unterbrechungen bis an sein Lebensende († 1741) bekleidete. 
Heute ist hier der Sitz der Musik-Fakultät der Universität des Westens Timișoara, sowie der Landwirtschaftlichen Direktion des Kreises Timiș.